# Geometra herbacearia
Geometra herbacearia là một loài bướm đêm trong họ Geometridae.